# Kærsgård (Brenderup Sogn)
 For alternative betydninger, se Kærsgård. (Se også artikler, som begynder med Kærsgård)
Kærsgård er en gammel hovedgård, som nævnes første gang i 1499. Kærsgård ligger i Brenderup Sogn, Middelfart Kommune. Kærsgård Gods er på 415 hektar med Ryesvang.

## Ejere af Kærsgård Gods
- (1480-1499) Henrik Knudsen Gyldenstierne
- (1499-1505) Peder Bille
- (1505-1555) Knud Pedersen Bille
- (1555-1590) Steen Knudsen Bille
- (1590-1601) Helvig Hartvigsdatter Ulfeldt, gift Bille
- (1601-1635) Erik Steensen Bille
- (1635-1661) Steen Eriksen Bille
- (1661-1665) Niels Trolle
- (1665-1675) Erik Steensen Bille
- (1675-1723) Anna Nielsdatter Trolle, gift Bille
- (1723) Anne Trolle, gift (1) Holck (2) von Gersdorff
- (1723-1759) Christian Frederik von Gersdorff
- (1759) Anne Christiansdatter von Gersdorff, gift Trolle
- (1759-1770) Herluf Trolle
- (1770-1807) Jacob Clausen Vedel (Holsegaard)
- (1807-1829) Andreas Clausen Vedel
- (1829-1832) Den Danske Stat
- (1832-1851) Johan Theodor Petersen
- (1851-1871) Christen Hansen
- (1871-1872) Clara Magrethe Elisabeth Bierfreund, gift Hansen
- (1872) Frederik Ludvig Vilhelm lensgreve Ahlefeldt-Laurvig
- (1872-1909) Frederik Ludvig Vilhelm greve Ahlefeldt-Laurvig-Lehn
- (1909-1913) Slægten Ahlefeldt-Laurvig-Lehn
- (1913-1931) Julius greve Ahlefeldt-Laurvig-Lehn
- (1931-1938) G.A.F. Clausen-Kaas
- (1938-1941) Klampenborg Væddeløbsbane A/S
- (1941-1963) Ingeniør og fabrikant M.P. Pedersen
- (1963-2007) Henri Hage
- (2007-) Christoffer Hage

## Anna Trolle
Anna Trolle var en af godsets mest berømte ejere. Hun etablerede en skole i 1712, og Brenderups nuværende folkeskole er opkaldt efter hende. Desuden sendte hun et hold bønder til Preussen i to år for at lære moderne dyrkning af humle, og egnen omkring Brenderup og Harndrup kaldes stadig "Humleegnen".

## Hovedbygningen
Hovedbygningen er opført i 1815-17 af Johan Andreas Meyer (1783-1822), som var konstitueret stadsbygmester i København. Den er 7½ m lang og 9 m dyb, hvidkalket og med blåglaseret valmtag. Bygningen blev fredet i 1918.

## Fyllested Mølle
Fyllested Mølle har hørt under Kærsgård siden 1520. Vandmøllen udnyttede Storås kraft til at male mel. Den nuværende bygning er fra 1878. Fra 1907 producerede møllen elektricitet, men i 1917 blev der opført et turbinehus, som bedre kunne udnytte vandkraften og fungere med den mindre vandmængde, der efterhånden kom i åen. Elproduktionen ophørte i 1961, hvor elnettet i Brenderup overgik til vekselstrøm.
Vandturbine og generator kan stadig ses i møllebygningen, som i 2012 blev taget i brug som museum for den populære fynske forfatter Morten Korch. Kærsgård har desuden et "Transportmuseum" med over 60 hestevogne til kørsel og arbejde samt en større samling ældre landbrugsredskaber.

## Galleri
- Kærsgård omkring 1860
- Indkørsel til Kærsgaard
- Kærsgaard fra sydøst
- Fyllested Mølle
- Turbinehuset fra 1917